# Jihoafrická unie na Letních olympijských hrách 1920
Jihoafrická unie se účastnila Letní olympiády 1920 v belgických Antverpách.

## Medailisté
| Medaile | Jméno                                                                  | Sport             | Soutěž                                 |
| ------- | ---------------------------------------------------------------------- | ----------------- | -------------------------------------- |
| Zlato   | Bevil Rudd                                                             | Atletika          | Muži běh na 400 m                      |
| Zlato   | Louis Raymond                                                          | Tenis             | muži dvouhra                           |
| Zlato   | Clarence Walker                                                        | Box               | muži váha bantamová - do 53,5 kg       |
| Stříbro | Henry Dafel Clarence Oldfield Jack Oosterlaak Bevil Rudd               | Atletika          | Muži štafeta na 4 × 400 m              |
| Stříbro | Henry Kaltenbrun                                                       | Cyklistika        | muži silniční závod jednotlivců        |
| Stříbro | Bill Smith James Walker                                                | Cyklistika        | muži tandem                            |
| Stříbro | David Smith Freddie Morgan George Harvey Ferdinand Buchanan Bob Bodley | Sportovní střelba | muži 600 metrů vojenská puška družstvo |
| Bronz   | Bevil Rudd                                                             | Atletika          | Muži běh na 800 m                      |
| Bronz   | Charles Winslow                                                        | Tenis             | muži dvouhra                           |
| Bronz   | Sammy Goosen James Walker Bill Smith Henry Kaltenbrun                  | Cyklistika        | muži stíhací závod (družstvo)          |